# Itziar Llobet Coderch
Itziar Llobet Coderch (Barcelona, 20 de març de 1993) és una jugadora de bàsquet catalana.
Escorta, començà a practicar el bàsquet als cinc anys a l'Escola de Bàsquet Nacho Solozábal. Jugà en les categories infantils del UB FC Barcelona, el Centre Obert Sant Cugat i la Unió Esportiva Sant Cugat. En categoria cadet, jugà al Segle XXI amb el qual competí a la Lliga Femenina 2 amb quinze anys. Després d'una temporada a la Lliga NCAA amb el Kent State Golden Flashes (2011-12), tornà a jugar a les competicions estatals. Debutà a Lliga Femenina amb el Beroil Ciudad de Burgos (2012-13) i, posteriorment, jugà amb l'Universitario de Ferrol, l'Snatt's Femení Sant Adrià, aconseguint l'ascens a la primera divisió amb tots dos clubs, i el Club Bàsquet Boet Mataró, L'estiu de 2019 fitxà pel Barça CBS de la Lliga Femenina 2, amb el qual guanyà la Lliga Femenina Challenge (2021-22) i aconseguí l'ascens a la Lliga Femenina. El març de 2023 anuncià el seu embaràs que l'ha apartat temporalment de la competició esportiva. Internacional amb la selecció espanyola en categories inferiors, es proclamà campiona d'Europa sub-16 (2009) i sub-20 (2013).